# Daniel Munroe Forney
Daniel Munroe Forney (* Februar 1784 bei Lincolnton, Lincoln County, North Carolina; † 15. Oktober 1847 im Lowndes County, Alabama) war ein US-amerikanischer Politiker. Zwischen 1815 und 1818 vertrat er den Bundesstaat North Carolina im US-Repräsentantenhaus.

## Werdegang
Daniel Forney war der Sohn des Kongressabgeordneten Peter Forney (1756–1834), der in den Jahren 1813 und 1815 für North Carolina im US-Repräsentantenhaus saß, und ein Onkel von William Henry Forney (1823–1894), der zwischen 1875 und 1893 den Staat Alabama im Kongress repräsentierte. Er besuchte die öffentlichen Schulen seiner Heimat und studierte danach an der University of North Carolina in Chapel Hill. Anschließend betätigte er sich in der Landwirtschaft. Während des Britisch-Amerikanischen Krieges von 1812 war er Major in den amerikanischen Streitkräften. In seiner Heimat bekleidete er einige lokale Ämter.
Politisch war Forney Mitglied der Demokratisch-Republikanischen Partei. Bei den Kongresswahlen des Jahres 1814 wurde er im elften Wahlbezirk von North Carolina in das US-Repräsentantenhaus in Washington, D.C. gewählt, wo er am 4. März 1815 die Nachfolge von Meshack Franklin antrat. Nach einer Wiederwahl konnte er bis zu seinem Rücktritt im Jahr 1818 im Kongress verbleiben. Im Jahr 1820 wurde Forney von Präsident James Monroe zum Unterhändler mit den Creek ernannt. Zwischen 1823 und 1826 gehörte er dem Senat von North Carolina an.
Im Jahr 1834 zog Forney in das Lowndes County in Alabama, wo er neben der Landwirtschaft auch in verschiedenen anderen Branchen tätig wurde. Dort ist er am 15. Oktober 1847 auch verstorben.